# Saint-Cernin, Cantal

Saint-Cernin este o comună în departamentul Cantal, Franța. În 1 ianuarie 2022 avea o populație de 1.047 de locuitori.